# James Clear
James Clear (nacido en 1986) es un escritor estadounidense .  Es más conocido por su libro Hábitos atómicos. 

## Primeros años y educación
Criado en Hamilton, Ohio, Clear recibió su título en biomecánica de la Universidad Denison en 2008, donde también se desempeñó como capitán del equipo de béisbol.  Durante su estancia en la universidad, participó dos veces en el Simposio de St. Gallen y ganó el Concurso Mundial de Ensayos en su segundo año de asistencia. 

## Libros
A partir de los intercambios que tuvo con los lectores de su lista de correo electrónico, en 2018 Clear publicó su libro Hábitos Atómicos: Un método sencillo y comprobado para desarrollar buenos hábitos y eliminar los malos sobre cómo crear hábitos pequeños y frecuentes que tienen un gran efecto beneficioso y acumulativo en la vida de uno. Según la introducción de su libro, se propuso desarrollar dichos hábitos mientras se rehabilitaba de una lesión craneal grave que sufrió accidentalmente, mientras jugaba béisbol. 
En su libro también se pronuncia contra la creación de objetivos y planes, ya que una gran mayoría de personas no tienen problemas en diseñarlos, sino en seguirlos en la vida cotidiana. Esto recuerda las intenciones de implementación que surgieron en las actividades de investigación del psicólogo alemán Peter Gollwitzer . 
Varios autores se han basado en Hábitos Atómicos para la publicación de libros de trabajo y guías de implementación. 

## Carrera
Clear se graduó en Denison y comenzó su carrera como entrenador de rendimiento para atletas y ejecutivos.  Luego se dedicó a escribir y a hablar en público. En 2012, comenzó a escribir sobre superación personal presentando su libro Hábitos Atómicos. Su trabajo también ha aparecido en The New York Times, Forbes y Time . 